# Entisol

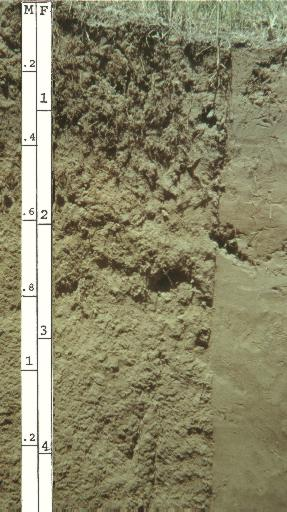
Perfil de suelo Entisol.

En la clasificación de la Soil Taxonomy, un Entisol se define como los suelos que no muestran ningún desarrollo definido de perfiles. Un Entisol no tiene "horizontes diagnósticos", y la mayoría son básicamente su material parental regolítico inalterado.
En Argentina, un perfil modal entisólico de la provincia de Santiago del Estero es del tipo perfil A-AC-C definido como Torriorthent típico (franco grueso, mezclado, calcáreo, hipertérmico) :
1. A1: 0 a 12 cm, color 7.5 YR 3/4 (dark brown) en húmedo; 7.5 YR 5/3 (dullbrown) en seco; franco limoso; bloques subangulares y granular,moderado; consistencia ligeramente duro a blando (seco), friable (húmedo); ligeramente plástico, ligeramente adhesivo; no posee carbonatos; abundantes raíces; límite claro y suave
2. A2: 12 a 25 cm, color 7.5 YR 3.5/4 (dark brown) en húmedo; 7.5 YR 5/3 (dullbrown); franco limoso; bloques subangulares y granular,moderado; consistencia ligeramente duro a blando (seco), friable(húmedo); ligeramente plástico, ligeramente adhesivo; no contiene carbonatos; raíces abundantes; límite claro y suave
3. AC1: 25 a 44 cm, color 7.5 YR 4/3 (brown) en húmedo; 7.5 YR 6/3.5 en seco;franco limoso; bloques subangulares y granular, débil; blando(seco), muy friable (húmedo); ligeramente plástico, ligeramente adhesivo; contiene carbonatos (<0,5%); raíces abundantes; límite claro y suave
4. AC2: 44 a 56 cm, color 7.5 YR 4/3.5 (brown) en húmedo; 7.5 YR 6/3 en seco; franco arenoso; bloques subangulares y granular, débil; blando (seco), muy friable (húmedo); no plástico, ligeramente adhesivo; contiene carbonatos (2 a 10%) en concreciones puntuales; presencia de raíces; límite claro y ondulado
5. C1: 56 a 70 cm, color 7.5 YR 4/3.5 (brown) en húmedo; 7.5 YR 6/3 en seco;franco arenoso; grano suelto; no plástico, ligeramente adhesivo; carbonatos 2 a 10%; presencia de crotovinas, límite claro y suave
6. C2: 70 a 100 cm, color 7.5 YR 4/3.5 (brown) en húmedo; 7.5 YR 6.5/3 en seco; franco arenoso; grano suelto; no plástico, ligeramente adhesivo; carbonatos 2 a 10%; presencia de crotovinas; nódulos irregulares (0,5 a 2 cm ø) de material oscuro y con red de pseudomicelia de carbonatos en el interior y exterior.

El perfil descrito arriba, en la clasificación FAO, es un "Regosol éutrico", fase sódica. En ambas clasificaciones se expresa la escasa evolución del suelo respecto a la diferenciación en horizontes e intensidad de los rasgos morfológicos.
En Australia, muchos Entisoles se conocen como Rudosols o Tenosols. 
En la World Reference Base for Soil Resources (WRB) los subórdenes de los Entisoles forman grupos de suelos de referencia individuales: Los Psamments están correlacionados con los Arenosoles y los Fluvents con los Fluvisoles. Muchos Orthents pertenecen a los Regosoles o a los Leptosoles. La mayor parte de los Wassents y de los subgrupos ácuicos de otros subórdenes son Gleysoles.

## Causas de dilución o ausencia de desarrollo
- Materiales parentales inmeteorizados - arena, óxido de hierro, óxido de aluminio, caolinita (arcilla
- Erosión - común de laderas pendientes
- Deposición - continuada, repetidas deposiciones de nuevos materiales parentales por agua, viento, coluvio, flujos de cieno, otros medios
- Inundaciones, o saturación
- Clima frío - pero no lo suficientemente frío en invierno como para permafrost
- Clima seco, árido
- Espesor ínfimo hasta la roca - y puede ser roca "no meteorizable" como cuarcita o ferrita
- Materiales parentales tóxicos - serpentinita, restos mineros, arcillas sulfídicas

## Subórdenes
- Aquents - permanentemente o usualmente suelos húmedos formados en bancos fluviales, etc. Aquí, la humedad general limita su desarrollo

- Fluvents - suelos aluviales donde el desarrollo se ve impedido por deposiciones repetidas de sedimento en periódicas inundaciones. Se los halla en valles y en deltas fluviales, especialmente los que cargan mucho sedimento.

- Orthents - "suelo esquelético" o delgado. Se los halla en superficies con reciente erosión o con formas del paisaje muy viejas completamente ausentes de minerales meteorizables.

- Psamments - Entisoles que tienen todos los horizontes del perfil arenosos, donde el desarrollo está impedido por la imposibilidad de meteorizar la arena. Puede haberse formado por movimiento de médanos, o de dunas glaciares.

- Wassents - Entisoles sumergidos en agua, permanentemente o en áreas de mareas.

## Paleopedología
Muchos suelos fósiles antes del desarrollo de vegetación terrestre en el Silúrico eran Entisoles, sin distinguir horizontes en el perfil del suelo. Los Entisoles han sido abundantes en los registros paleopedológicos, aunque, como ocurre en otros órdenes de suelo (Oxisoles, Ultisoles, Gelisoles por ej.) no tienen valor como indicadores del clima - aunque en los Orthents podría serlo en algunos casos en extremadamente viejos paisajes con muy poca formación de suelo (como sigue ocurriendo en Australia hoy).